# New Super Mario Bros. Wii
New Super Mario Bros. Wii (яп. New スーパーマリオブラザーズ Wii Ню: Су:па: Марио Бурадза:дзу Wii) — платформер для игровой консоли Wii, сиквел игры New Super Mario Bros. для Nintendo DS. Игра была впервые анонсирована на выставке Electronic Entertainment Expo 2009 была выпущена 15 ноября 2009 года в США и 20 ноября 2009 года в Европе. В игре впервые после Mario Bros. присутствует режим кооперативного мультиплеера. Также в игре существует возможность прохождения наиболее сложных участков автоматически (самой системой), без участия игрока.

## Сюжет
У Принцессы Пич справляют день рождения. Вдруг приближается большой торт. Марио, Луиджи и два Тоада в радости. Вдруг выпрыгивают Купалинги, кидают торт, и похищают принцессу Пич, и бросают в летучий корабль. Марио, Луиджи и два Тоада отправляются за ним в погоню. Два красных тоада стреляют из пушек подарком с грибами-вертолётиками и костюмами пингвина.
Марио, Луиджи и два Тоада отправляются в погоню за летучим кораблём, который в каждом мире высаживает по одному Купалингу. Но, побеждая его, Марио и команда опаздывают на корабль, который улетает в другой мир.
В четвёртом и шестом мирах Боузер-младший сам опаздывает на корабль, и Марио и команда догоняют его. На этот раз они успевают запрыгнуть на корабль, и там они побеждают Боузера-младшего, но злой Камек сбрасывает их.
В восьмом мире вместо Купалинга на башню высаживается сам Камек, а корабль устремляется к замку Боузера. Но Марио и команда догоняют его, побеждают Боузера-младшего. Они доходят до принцессы Пич, но выживший Камек хватает её и уносит в замок.
Там Марио и команда сталкиваются с Боузером лицом к лицу, побеждают его, но тут появляется Камек, и по его волшебству Боузер вырастает до громадных размеров. Убегая от него, Марио и команда достигают большого переключателя, и под Боузером проваливается пол. Принцесса освобождается.
В это время Купалинги пытаются поднять обессиленного Боузера с земли. Его сын тоже чувствует себя не в своей тарелке. Внезапно замок обрушается прямо на Боузера.

## Отзывы
| Сводный рейтинг       | Сводный рейтинг                      |
| Агрегатор             | Оценка                               |
| --------------------- | ------------------------------------ |
| GameRankings          | 88,18 %                              |
| Metacritic            | 87/100                               |
| Иноязычные издания    |                                      |
| Издание               | Оценка                               |
| 1UP.com               | A+                                   |
| Destructoid           | 9/10                                 |
| Edge                  | 7/10                                 |
| Eurogamer             | 9/10                                 |
| Famitsu               | 40/40                                |
| Game Informer         | 9,25/10                              |
| GameSpot              | 8,5/10                               |
| GameSpy               | [ 11 ]                               |
| GamesRadar+           | [ 12 ]                               |
| GameTrailers          | 8,9/10                               |
| IGN                   | (US) 8,9/10 (UK) 9.4/10 (AUS) 9,2/10 |
| Nintendo Life         | 10/10                                |
| Nintendo Power        | 9/10                                 |
| Nintendo World Report | 9,5/10                               |
| ONM                   | 96 %                                 |
| VideoGamer            | 8/10                                 |
| X-Play                | [ 23 ]                               |
| The A.V. Club         | C+                                   |

Игра получила восторженные отзывы.